# 1964 w muzyce
Wydarzenia muzyczne w 1964 roku.

## Wydarzenia
- 6 lutego – The Beatles pierwszy raz w USA
- 11 lutego – pierwszy amerykański koncert The Beatles w Waszyngtonie
- 7 marca – rozpoczął się I Festiwal Jazz nad Odrą we Wrocławiu
- 4 kwietnia – The Beatles zajmują pięć najwyższych pozycji na liście najlepiej sprzedających się singli tygodnika „Billboard” z utworami: „Can’t Buy Me Love”, „Twist and Shout”, „She Loves You”, „I Want to Hold Your Hand” i „Please Please Me”
- 1 czerwca – w Państwowej Operze we Wrocławiu odbyła się prapremiera pierwszego polskiego baletu dla dzieci Pinokio w kompozycji Jadwigi Szajny-Lewandowskiej
- Sonny i Cher zaczynają występować razem.
- zaczynają muzyczną karierę: Frank Zappa, Phil Ochs, Marianne Faithfull
- założono zespoły: MC5, The Mamas & the Papas
- powstaje The Who
- karierę rozpoczyna Alice Cooper
- powstaje zespół Jazz Q

## Urodzili się
- 1 stycznia – Andrzej Ciborski, polski bard, poeta, autor tekstów piosenek, kompozytor, dziennikarz i scenarzysta słuchowisk radiowych
- 5 stycznia – Ahmed Janka Nabay, sierraleoński muzyk i kompozytor (zm. 2018)
- 6 stycznia – Siergiej Kuzniecow, rosyjski muzyk i kompozytor, autor tekstów; współzałożyciel zespołu Łaskowyj Maj (zm. 2022)
- 11 stycznia – Aleksandr Wiediernikow, rosyjski dyrygent (zm. 2020)
- 12 stycznia – Robert Kabara, polski skrzypek, altowiolista, dyrygent i pedagog
- 17 stycznia – Andy Rourke, angielski basista rockowy, muzyk zespołu The Smiths (zm. 2023)
- 25 stycznia – Jack Vreeswijk, szwedzki piosenkarz, autor tekstów piosenek i kompozytor (zm. 2023)
- 27 stycznia – Pamela Helen Stephen, brytyjska śpiewaczka operowa (mezzosopran) (zm. 2021)
- 30 stycznia – Marcel Jacob, szwedzki basista rockowy (zm. 2009)
- 31 stycznia – Jeff Hanneman, amerykański gitarzysta rockowy, muzyk grupy thrashmetalowej Slayer (zm. 2013)
- 1 lutego
  - Jani Lane, amerykański muzyk, wokalista i lider glam rockowego zespołu Warrant (zm. 2011)
  - Bugge Wesseltoft, norweski muzyk jazzowy, pianista, kompozytor i producent muzyczny
- 5 lutego – Duff McKagan, amerykański multiinstrumentalista rockowy, głównie basista znany z gry w zespole Guns N’ Roses
- 6 lutego – Gord Downie, kanadyjski wokalista rockowy, muzyk zespołu The Tragically Hip (zm. 2017)
- 8 lutego
  - Lech Bałaban, polski muzyk, altowiolista, dr habilitowany nauk muzycznych, wykładowca akademicki, koncertmistrz
  - Robert Nebřenský, czeski aktor, muzyk, komik, autor tekstów i kompozytor
- 10 lutego – Mirosław Breguła, polski muzyk, gitarzysta i kompozytor (zm. 2007)
- 12 lutego – Sławek Zaniesienko, polski basista
- 15 lutego – Grzegorz Kaźmierczak, polski poeta, wokalista i autor tekstów zespołu Variété
- 18 lutego
  - Beata Bodzioch, polska muzykolog
  - Juan Carlos Formell, kubański piosenkarz, autor tekstów, gitarzysta (zm. 2023)
- 19 lutego
  - Doug Aldrich, amerykański gitarzysta rockowy
  - Jacek Sykulski, polski kompozytor i dyrygent
- 22 lutego
  - Diane Charlemagne, angielska wokalistka, muzyk zespołu Urban Cookie Collective (zm. 2015)
  - Artur Orzech, polski gitarzysta, dziennikarz muzyczny, prezenter radiowy i telewizyjny, konferansjer
- 29 lutego
  - Martin France, brytyjski perkusista jazzowy (zm. 2024)
  - Marek Richter, polski aktor i wokalista
- 5 marca – Bertrand Cantat, francuskiego muzyk rockowy; wokalista gitarzysta i autor tekstów; członek grupy Noir Désir
- 6 marca – Wiesław Prządka, polski akordeonista i bandoneonista, kompozytor i aranżer
- 10 marca – Neneh Cherry, szwedzka piosenkarka
- 11 marca
  - Vincent Paul Abbott, amerykański muzyk, perkusista, członek zespołu Pantera (zm. 2018)
  - Katarzyna Nowak-Stańczyk, polska śpiewaczka operowa, pedagog
- 13 marca – Inger Dam-Jensen, duńska śpiewaczka operowa (sopran)
- 16 marca – H.P. Baxxter, niemiecki piosenkarz, gitarzysta i lider zespołu Scooter
- 19 marca
  - Yōko Kanno, japońska kompozytorka
  - Olli Lindholm, fiński piosenkarz i gitarzysta (zm. 2019)
  - Marek Toporowski, polski klawesynista, organista, dyrygent
- 20 marca – Robert Grudzień, polski muzyk (organy, fortepian, klawesyn), kompozytor, dyrektor festiwali muzycznych, producent muzyczny i teatralny
- 22 marca – Przemysław Hałuszczak, polski gitarzysta muzyki klasycznej i flamenco
- 23 marca – Andrew Speight, australijski saksofonista jazzowy (zm. 2022)
- 25 marca – Baz Warne, brytyjski gitarzysta i wokalista, muzyk grupy The Stranglers
- 26 marca – Paul Bostaph, amerykański perkusista rockowy
- 30 marca – Tracy Chapman, amerykańska piosenkarka
- 1 kwietnia – Jarosław Chojnacki, polski muzyk, pieśniarz, kompozytor, wykonawca piosenki literackiej
- 6 kwietnia – David Woodard, amerykański pisarz, dyrygent i kompozytor
- 8 kwietnia – Biz Markie, amerykański raper, piosenkarz, autor tekstów, DJ i producent muzyczny (zm. 2021)
- 10 kwietnia – Wojciech Szadkowski, polski kompozytor, autor tekstów, producent oraz perkusista
- 11 kwietnia
  - Grzegorz Nagórski, polski puzonista jazzowy
  - Wojciech Płocharski, polski dziennikarz, podróżnik, kompozytor i autor tekstów
- 12 kwietnia – Amy Ray, amerykańska muzyk i kompozytorka folkowa
- 13 kwietnia – Yasuharu Takanashi, japoński kompozytor specjalizujący się w komponowaniu ścieżek dźwiękowych do anime i gier
- 14 kwietnia – Stuart Duncan, amerykański muzyk studyjny, skrzypek bluegrass, mandolinista, gitarzysta i bandżysta
- 16 kwietnia – Esbjörn Svensson, szwedzki pianista jazzowy (zm. 2008)
- 17 kwietnia
  - Bart Van den Bossche, belgijsko-flamandzki piosenkarz, aktor, prezenter telewizyjny i radiowy (zm. 2013)
  - Maynard James Keenan, amerykański wokalista rockowy, muzyk grupy Tool
- 18 kwietnia – Zazie, francuska piosenkarka, autorka tekstów, kompozytorka
- 20 kwietnia – Urszula Kryger, polska śpiewaczka (mezzosopran liryczny), pianistka, profesor sztuki
- 23 kwietnia – Piotr Klatt, polski muzyk, lider, wokalista i autor tekstów zespołu Róże Europy, producent programów muzycznych, dziennikarz
- 24 kwietnia – Paul Ryder, angielski gitarzysta basowy, muzyk zespołu Happy Mondays (zm. 2022)
- 2 maja – Jacek Perkowski, polski gitarzysta rockowy
- 3 maja – Andrzej „Kobra” Kraiński, polski muzyk rockowy, kompozytor, wokalista, lider zespołu Kobranocka
- 4 maja – Andrzej Butruk, polski aktor, piosenkarz, członek formacji T-raperzy znad Wisły (zm. 2011)
- 6 maja – Boban Marković, serbski muzyk grający na trąbce i skrzydłówce
- 13 maja
  - Adam Andryszczyk, polski poeta, kompozytor, piosenkarz i animator kultury
  - Christopher Tambling, brytyjski kompozytor, organista i dyrygent (zm. 2015)
- 14 maja – Eric Peterson, amerykański muzyk metalowy, kompozytor i gitarzysta
- 16 maja – Boyd Tinsley, amerykański skrzypek, muzyk zespołu rockowego Dave Matthews Band
- 17 maja
  - Piotr Bukartyk, polski autor i kompozytor piosenek, artysta kabaretowy, konferansjer
  - Jacek Mielcarek, polski muzyk klarnecista i saksofonista, kompozytor i autor tekstów; dziennikarz muzyczny
- 18 maja – Michael Robert Rhein, niemiecki wokalista zespołu folk-metalowego In Extremo
- 20 maja – Patti Russo, amerykańska piosenkarka, kompozytorka i aktorka
- 26 maja – Lenny Kravitz, amerykański muzyk
- 27 maja – Maria Kalaniemi, fińska akordeonistka
- 28 maja – Jacek Śliwczyński, polski basista, członek zespołów T.Love i Sztywny Pal Azji (zm. 2025)
- 29 maja – Fresh Kid Ice, amerykański raper pochodzący z Trynidadu, muzyk zespołu 2 Live Crew (zm. 2017)
- 30 maja – Tom Morello, amerykański gitarzysta (Rage Against the Machine, Audioslave)
- 2 czerwca – Nina Stiller, polska pieśniarka, aktorka i tancerka
- 3 czerwca – Kerry King, amerykański muzyk thrash metalowy, gitarzysta; założyciel i członek grupy metalowej Slayer
- 6 czerwca – Guru Josh, brytyjski muzyk grający acid house, z zawodu stomatolog (zm. 2015)
- 7 czerwca – John Fletcher (Ecstasy), amerykański raper, członek zespołu Whodini (zm. 2020)
- 9 czerwca
  - Marcin Ciempiel, polski gitarzysta basowy
  - Jarosław Siwiński, polski kompozytor i pianista
- 10 czerwca – Piotr Wojtasik, polski trębacz jazzowy, wykładowca akademicki
- 15 czerwca – Gavin Greenaway, angielski kompozytor oraz dyrygent
- 23 czerwca – Nick Menza, amerykański perkusista rockowy, muzyk zespołu Megadeth (zm. 2016)
- 26 czerwca
  - Lilianna Stawarz, polska klawesynistka, pedagog, profesor doktor habilitowana sztuk muzycznych
  - Piotr Urbanek, polski gitarzysta basowy
- 29 czerwca
  - Stedman Pearson, brytyjski piosenkarz, muzyk zespołu Five Star (zm. 2025)
  - Steve Zing, amerykański muzyk rockowy; perkusista, gitarzysta basowy i wokalista
- 2 lipca
  - Mirosław Drożdżowski, polski gitarzysta, pedagog, kompozytor, aranżer
  - Spyder Sympson, irlandzki piosenkarz, kompozytor i muzyk (zm. 1992)
- 6 lipca
  - John Ottman, amerykański kompozytor, montażysta i reżyser filmowy
  - Kuba Płucisz, polski gitarzysta rockowy
- 7 lipca – Theo Travis, brytyjski saksofonista, flecista i kompozytor
- 9 lipca
  - Courtney Love, amerykańska aktorka, producentka, wokalistka i gitarzystka Hole
  - Mieczysław Szcześniak, polski piosenkarz, kompozytor i autor tekstów
- 11 lipca – Piotr Luczyk, polski muzyk, gitarzysta, założyciel i lider zespołu Kat
- 18 lipca – Rada Sławinska, bułgarska dyrygentka, kompozytorka, pedagog muzyczny, autorka tekstów
- 19 lipca – Andrzej Siewierski, wokalista, gitarzysta, autor muzyki i tekstów, współzałożyciel grupy Azyl P. (zm. 2007)
- 20 lipca – Chris Cornell, amerykański wokalista i autor tekstów, muzyk zespołów Soundgarden i Audioslave (zm. 2017)
- 21 lipca – Beata Rybotycka, polska aktorka i piosenkarka
- 26 lipca – B. Tommy Andersson, szwedzki dyrygent i kompozytor
- 27 lipca – Rex Brown, amerykański basista rockowy
- 31 lipca – C.C.Catch, niemiecko-holenderska piosenkarka
- 3 sierpnia – Lucky Dube, południowoafrykański muzyk reggae (zm. 2007)
- 5 sierpnia – Adam Yauch, amerykański muzyk, raper grupy Beastie Boys (zm. 2012)
- 6 sierpnia – Małgorzata Górnisiewicz, polska skrzypaczka, wokalistka i malarka związana z Piwnicą pod Baranami
- 8 sierpnia – Ildikó Keresztes, węgierska wokalistka i aktorka
- 9 sierpnia – Keel Watson, brytyjski śpiewak operowy (bas-baryton) (zm. 2023)
- 17 sierpnia – Maria McKee, amerykańska piosenkarka
- 27 sierpnia – Kamen Czanew, bułgarski śpiewak operowy (tenor) (zm. 2020)
- 1 września – Charlie Robison, amerykański piosenkarz country, gitarzysta, autor tekstów (zm. 2023)
- 2 września – Jean-Christophe Spinosi, francuski dyrygent i skrzypek
- 3 września – Bogdan Łyszkiewicz, polski muzyk, lider zespołu Chłopcy z Placu Broni (zm. 2000)
- 4 września – René Pape, niemiecki śpiewak operowy (bas)
- 7 września – Eazy-E, amerykański raper i członek grupy N.W.A (zm. 1995)
- 11 września – Victor Lemonte Wooten, amerykański basista jazzowy, kompozytor i producent
- 24 września – Ainhoa Arteta, hiszpańska śpiewaczka operowa (sopran)
- 25 września – Barbara Dennerlein, niemiecka organistka jazzowa
- 26 września – Jarosław Siemienowicz, polski wokalista, kompozytor i autor tekstów; współzałożyciel zespołu Proletaryat
- 27 września – Izabela Ceglińska, polska skrzypaczka i pedagog
- 30 września – Robby Takac, amerykański muzyk rockowy, basista i gitarzysta grupy Goo Goo Dolls
- 2 października – Dariusz „Skandal” Hajn, polski wokalista punkrockowego zespołu Dezerter (zm. 1995)
- 3 października – Takako Takahashi, japońska pianistka i pedagog muzyczny
- 4 października – Jewgienij Osin, sowiecki i rosyjski piosenkarz, muzyk i autor tekstów (zm. 2018)
- 10 października
  - Verónica Cangemi, argentyńska śpiewaczka operowa (sopran)
  - Crystal Waters, amerykańska piosenkarka muzyki dance, house i pop-dance
- 13 października – Endrik Wottrich, niemiecki śpiewak operowy (tenor) (zm. 2017)
- 18 października – Dan Lilker, amerykański basista metalowy
- 23 października – Robert Trujillo, amerykański gitarzysta basowy
- 24 października
  - Serhat, turecki piosenkarz, prezenter i producent telewizyjny
  - Tomasz Żąda, polski dziennikarz muzyczny
- 2 listopada
  - Janusz Knorowski, polski malarz, jeden z założycieli i pierwszy gitarzysta (w latach 1982–1985) zespołu T.Love Alternative
  - Ewa Kupiec, polska pianistka
- 3 listopada – Brenda Fassie, południowoafrykańska piosenkarka (zm. 2004)
- 6 listopada – Greg Graffin, amerykański muzyk rockowy, wokalista zespołu punkowego Bad Religion
- 8 listopada – Antoine Clamaran, francuski DJ i producent muzyczny
- 11 listopada – Dominic Sonic, francuski piosenkarz (zm. 2020)
- 12 listopada – Vic Chesnutt, amerykański muzyk folkowy (zm. 2009)
- 16 listopada – Diana Krall, kanadyjska wokalistka i pianistka jazzowa
- 25 listopada – Mark Lanegan, amerykański muzyk, kompozytor, wokalista i autor tekstów (zm. 2022)
- 2 grudnia – Leo Iorga, rumuński muzyk rockowy (zm. 2019)
- 4 grudnia
  - Sertab Erener, turecka piosenkarka
  - Little Jimmy King, amerykański gitarzysta, piosenkarz i autor piosenek bluesowych (zm. 2002)
- 13 grudnia
  - Hideto Matsumoto, japoński muzyk, gitarzysta, wokalista i kompozytor rockowy (zm. 1998)
  - Lucky Peterson, amerykański muzyk bluesowy (zm. 2020)
- 21 grudnia – Jussi Hakulinen, fiński piosenkarz i autor tekstów
- 23 grudnia – Eddie Vedder, amerykański muzyk rockowy, gitarzysta, wokalista zespołu Pearl Jam
- 25 grudnia – Ian Bostridge, angielski tenor

## Zmarli
- 7 stycznia – Colin McPhee, amerykański kompozytor i muzykolog (ur. 1900)
- 20 stycznia – Jan Rychlík, czeski kompozytor (ur. 1916)
- 22 stycznia – Marc Blitzstein, amerykański kompozytor i autor sztuk teatralnych (ur. 1905)
- 24 marca – Villem Kapp, estoński kompozytor i pedagog (ur. 1913)
- 29 marca – Willem Andriessen, holenderski kompozytor i pianista (ur. 1887)
- 3 kwietnia – Aniela Szlemińska, polska śpiewaczka operowa (sopran), pedagog (ur. 1892)
- 8 kwietnia – Julian Sztatler, polski piosenkarz i pianista, aktor (ur. 1914)
- 3 maja – Kazimierz Czarnecki, polski śpiewak (tenor), pedagog (ur. 1882)
- 1 czerwca – Bronisław Rutkowski, polski organista, pedagog, krytyk muzyczny, dyrygent i kompozytor (ur. 1898)
- 5 czerwca – January Krawczyk, polski aktor, śpiewak (baryton liryczny) i dyrygent (ur. 1906)
- 10 czerwca – Louis Gruenberg, amerykański kompozytor i pianista pochodzenia rosyjskiego (ur. 1884)
- 21 czerwca – Henryk Sztompka, polski pianista (ur. 1901)
- 24 czerwca – Władysław Chomiak, polski śpiewak operowy (baryton), piosenkarz (ur. 1923)
- 29 czerwca – Eric Dolphy, amerykański jazzowy saksofonista altowy, flecista i klarnecista basowy (ur. 1928)
- 1 lipca – Pierre Monteux, francuski dyrygent (ur. 1875)
- 29 lipca – Łucjan Kamieński, polski muzykolog i kompozytor (ur. 1885)
- 31 lipca – Jim Reeves, amerykański piosenkarz country, zginął w katastrofie samolotu (ur. 1923)
- 14 sierpnia – Johnny Burnette, amerykański muzyk rock and rollowy (ur. 1934)
- 15 sierpnia – Jack Teagarden, amerykański puzonista i wokalista jazzowy (ur. 1905)
- 1 września – George Georgescu, rumuński dyrygent, wiolonczelista i pedagog (ur. 1887)
- 3 września – Joseph Marx, austriacki kompozytor (ur. 1882)
- 20 września – Lazare Lévy, francuski pianista, kompozytor i pedagog (ur. 1882)
- 28 września – George Dyson, angielski kompozytor, pedagog i pisarz muzyczny (ur. 1883)
- 1 października – Ernst Toch, amerykański kompozytor pochodzenia żydowskiego (ur. 1887)
- 4 października – Set Svanholm, szwedzki śpiewak operowy (tenor) (ur. 1904)
- 10 października – Heinrich Neuhaus, wybitny rosyjski pianista i pedagog pochodzenia polsko-niemieckiego (ur. 1888)
- 15 października – Cole Porter, amerykański kompozytor (ur. 1891)
- 5 listopada
  - Alexander Boscovich, izraelski kompozytor muzyki poważnej (ur. 1907)
  - Leon Rzewuski, polski pianista, kompozytor piosenek, oficer Wojska Polskiego II RP (ur. 1902)
- 6 listopada – Samuił Samosud, radziecki dyrygent, pedagog, wiolonczelista; Ludowy Artysta ZSRR (ur. 1884)
- 11 listopada – Edward Steuermann, amerykański pianista, pedagog i kompozytor  (ur. 1892)
- 13 listopada – Gabriele Santini, włoski dyrygent (ur. 1886)
- 1 grudnia – Włodzimierz Kaczmar, polski śpiewak operowy (bas) i pedagog (ur. 1893)
- 4 grudnia – Vera Schwarz, austriacka śpiewaczka operowa i operetkowa (sopran) (ur. 1888)
- 11 grudnia
  - Sam Cooke, amerykański kompozytor i piosenkarz (ur. 1931)
  - Alma Mahler-Werfel, austriacka kompozytorka i malarka (ur. 1879)
- 14 grudnia – Francisco Canaro, urugwajski i argentyński dyrygent i kompozytor tanga argentyńskiego (ur. 1888)

Data dzienna nieznana
- Julian Front, polski kompozytor, skrzypek i dyrygent żydowskiego pochodzenia (ur. 1897)

## Albumy
- polskie
- zagraniczne
  - Goin’ Home – Albert Ayler
  - Spiritual Unity – Albert Ayler
  - Joan Baez/5 – Joan Baez
  - A Hard Day’s Night – The Beatles
  - Beatles for Sale – The Beatles
  - Live at The Apollo – James Brown
  - A Love Supreme – John Coltrane
  - Amore Scusami – Dalida
  - The Times They Are a-Changin’ – Bob Dylan
  - Another Side of Bob Dylan – Bob Dylan
  - Johnny Horton’s Greatest Hits – Johnny Horton
  - Early Orbison – Roy Orbison
  - More of Roy Orbison's Greatest Hits – Roy Orbison
  - It Hurts to Be in Love – Gene Pitney
  - Said I To Shostakovitch – Tupper Saussy
  - Wednesday Morning, 3 A.M. – Simon & Garfunkel
  - The Swinger's Guide To Mary Poppins – The Tupper Saussy Quartet z Charliem McCoyem
  - Simmer Down – The Wailing Wailers (Bunny Wailer, Bob Marley, Peter Tosh)
  - Waltz for Debby – Monica Zetterlund i Bill Evans
  - Return to Paradise Islands – Bing Crosby
  - America, I Hear You Singing – Bing Crosby, Frank Sinatra oraz Fred Waring
  - Robin and the 7 Hoods – Bing Crosby, Frank Sinatra, Dean Martin, Sammy Davis Jr. oraz Peter Falk
  - 12 Songs of Christmas – Bing Crosby, Frank Sinatra oraz Fred Waring
  - Everybody Loves Somebody – Dean Martin
  - Dream with Dean – Dean Martin
  - The Door Is Still Open to My Heart – Dean Martin
  - Hey, Brother, Pour the Wine – Dean Martin
  - The Very Thought of You – Ricky Nelson
  - Spotlight on Rick – Ricky Nelson

## Muzyka poważna
- Aaron Copland – Music for a Great City
- Dmitrij Szostakowicz – String Quartet No.9 in E flat major, Op.117
- Dmitrij Szostakowicz – String Quartet No.10 in A flat major, Op.118
- Narciso Yepes z Berlińską Orkiestrą Filharmoniczną wykonał pierwszy raz Concierto de Aranjuez Joaquina Rodrigo, grając na gitarze dziesięciostrunowej.
- Powstaje Elytres Lukasa Fossa

## Opera
- Alberto Ginastera – Don Rodrigo
- Robert Ward – The Lady from Colorado

## Film muzyczny
- Kissin’ Cousins – (Elvis Presley)
- Roustabout – (Elvis Presley)
- Miłość w Las Vegas – (Elvis Presley)
- A Hard Day’s Night (The Beatles)
- My Fair Lady (adaptacja musicalu)

## Nagrody
- Konkurs Piosenki Eurowizji 1964
  - „Non ho l’età”, Gigliola Cinquetti